# Erica scaettae
Erica scaettae är en ljungväxtart som beskrevs av Pierre Staner. Erica scaettae ingår i släktet klockljungssläktet, och familjen ljungväxter. Inga underarter finns listade i Catalogue of Life.